# Priorvespa minuta
Priorvespa minuta är en getingart som beskrevs av Carpenter 1990. Priorvespa minuta ingår i släktet Priorvespa och familjen getingar. Inga underarter finns listade i Catalogue of Life.